# Ahoj (časopis)
Ahoj, případně Ahoj na neděli byl týdeník, vydávaný nakladatelstvím Melantrich v letech 1933–1943 (celkem 11 ročníků). Redaktorem časopisu byl Vladimír Peroutka.
Nakladatelství vydávalo rovněž Romány Ahoje (nebo Kapesní knihovna obrázkového týdeníku Ahoj). V letech 1937–1943 vyšlo celkem 20 svazků. Patrně nejznámějším titulem edice je kniha Patsy tropí hlouposti od Fan Vavřincové, která se stala předlohou úspěšné komedie Eva tropí hlouposti Martina Friče z roku 1939.